# Meilenstein (Milngavie)

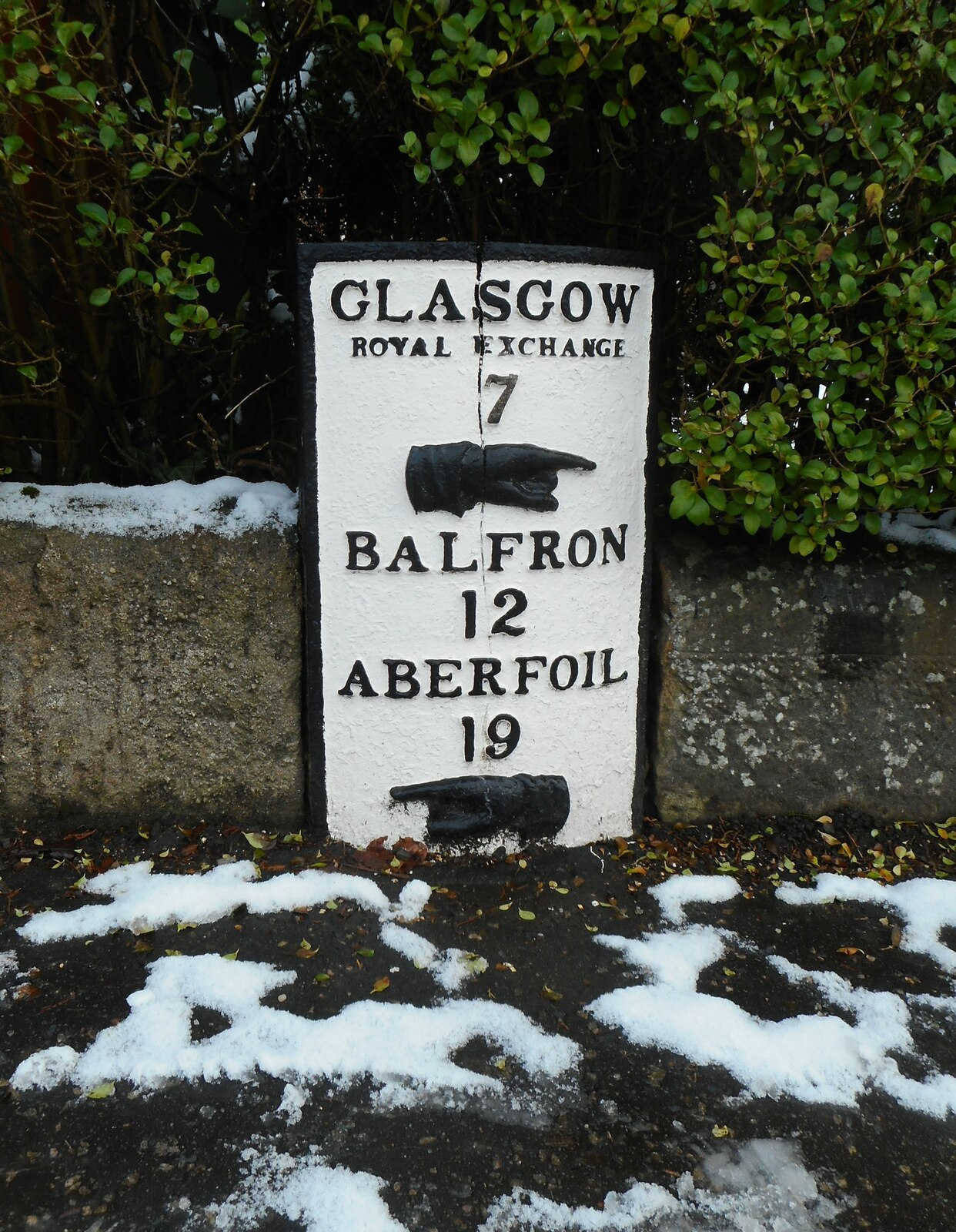
Meilenstein von Milngavie

Der Meilenstein von Milngavie befindet sich im Zentrum der schottischen Stadt Milngavie in der Council Area East Dunbartonshire. Im Jahre 1988 wurde das Bauwerk in die schottischen Denkmallisten in der Kategorie C aufgenommen.

## Beschreibung
Der Meilenstein befindet sich direkt an der Glasgow Road, einer der Hauptstraßen der Stadt, über welche die A81 durch Milngavie führt, zwischen den Wohnhäusern Nr. 13 und 15. Er besteht aus leicht nach außen gewölbtem Gusseisen und wurde im Jahre 1861 an dieser Stelle eingesetzt. Der Meilenstein zeigt eine in südliche Richtung weisende stilisierte Hand unterhalb der zweizeiligen Entfernungsangabe Glasgow Royal Exchange 7 [Meilen]. Unterhalb der Hand sind die Angaben Balfron 12 [Meilen] und Aberfoil [sic] 19 [Meilen] zu lesen mit einem nach Norden weisenden Hand. Der Meilenstein von Milngavie bildet eine Gruppe zusammen mit den Schwestersteinen in der Drymen Road, McFarlane Road und Milngavie Road in Bearsden, die jeweils als Einzeldenkmale ebenfalls in die Kategorie C einsortiert sind.